# 馬當縣
5°05′S 145°37′E / 5.083°S 145.617°E
馬當縣（英語：Madang District），是巴布亞新畿內亞的縣份之一，位於新畿內亞島東部，由馬當省負責管轄，首府設於馬當，面積2,565平方公里，2011年人口110,978，人口密度每平方公里43人。